# Bladskede
En bladskede er en særlig udvikling af bladfoden især hos planter af Græs-familien (men også hos andre, f.eks. Skærmplante-familien), hvorved der dannes et hylster. Oftest er bladskeden åben, dvs. at randene er frie men overlagte. Blandt halvgræsserne er bladskederne dog lukkede, eller de har ingen frie rande.
Bladskeden har flere, mulige funktioner: bl.a. som beskyttelse mod vejrlig, som beskyttelse mod græssende dyr og som afstivning. Det sidste kan ses hos bananer, hvor de taglagte bladskeder danner en falsk stamme.